# XIe congrès du Front national
Le XIe congrès du Front national a lieu à Paris, du 28 au 30 avril 2000. C’est le premier congrès officiel du mouvement après la scission de décembre 1998 qui a fracturé le parti, entrainant la création du MNR par Bruno Mégret et ses proches.
Ce congrès est marqué par une réactualisation des propositions et une recomposition interne du mouvement en vue de l'élection présidentielle de 2002, ainsi que par la réélection de Jean-Marie Le Pen à la tête du parti.

## Contexte
Le Front national aborde ce congrès, amputé de la moitié de ses cadres et élus partis depuis janvier 1999 aux côtés l'ancien délégué général du mouvement, Bruno Mégret, qui voyaient en Jean-Marie Le Pen un obstacle à la progression du FN. Selon le secrétaire général Carl Lang, ce congrès de refondation doit donc « fixer pour trois ans » la ligne du parti.  
Lors des élections européennes du 14 juin 1999, la liste de Jean-Marie Le Pen n’a recueilli que 5,69 %. Celle du MNR, menée par Bruno Mégret, n'atteint que 3,28 %. Soit un total de 8,97 %  (contre 10,52 % aux européennes de 1994).
De plus, le 23 novembre 1999 la Cour de cassation a rejeté le pourvoi de Jean-Marie Le Pen et confirmé l'arrêt prononcé par la cour d'appel de Versailles qui l’avait condamné à un an d'inéligibilité pour avoir agressé lors des législatives anticipées de 1997 la candidate socialiste à Mantes-la-Jolie.
Lors d’un discours de clôture du conseil national du parti qui a réuni 200 élus et cadres du FN à Saint-Cloud le 29 janvier 2000, Jean-Marie le Pen a présenté ce XIe congrès comme celui de la « rupture avec l'Europe, le mondialisme et la décadence ». Il ajoute concernant le contexte dans lequel ce congrès a lieu que « le premier enjeu, c'était d'échapper à la mort. C'est fait. Le second, c'est de reconstruire le mouvement, et le troisième, de nous préparer à affronter cinq échéances électorales majeures ». Bruno Gollnisch, interrogé en amont du congrès, annonce lui, souhaiter que ce congrès permette « l'émergence de talents nouveaux ».

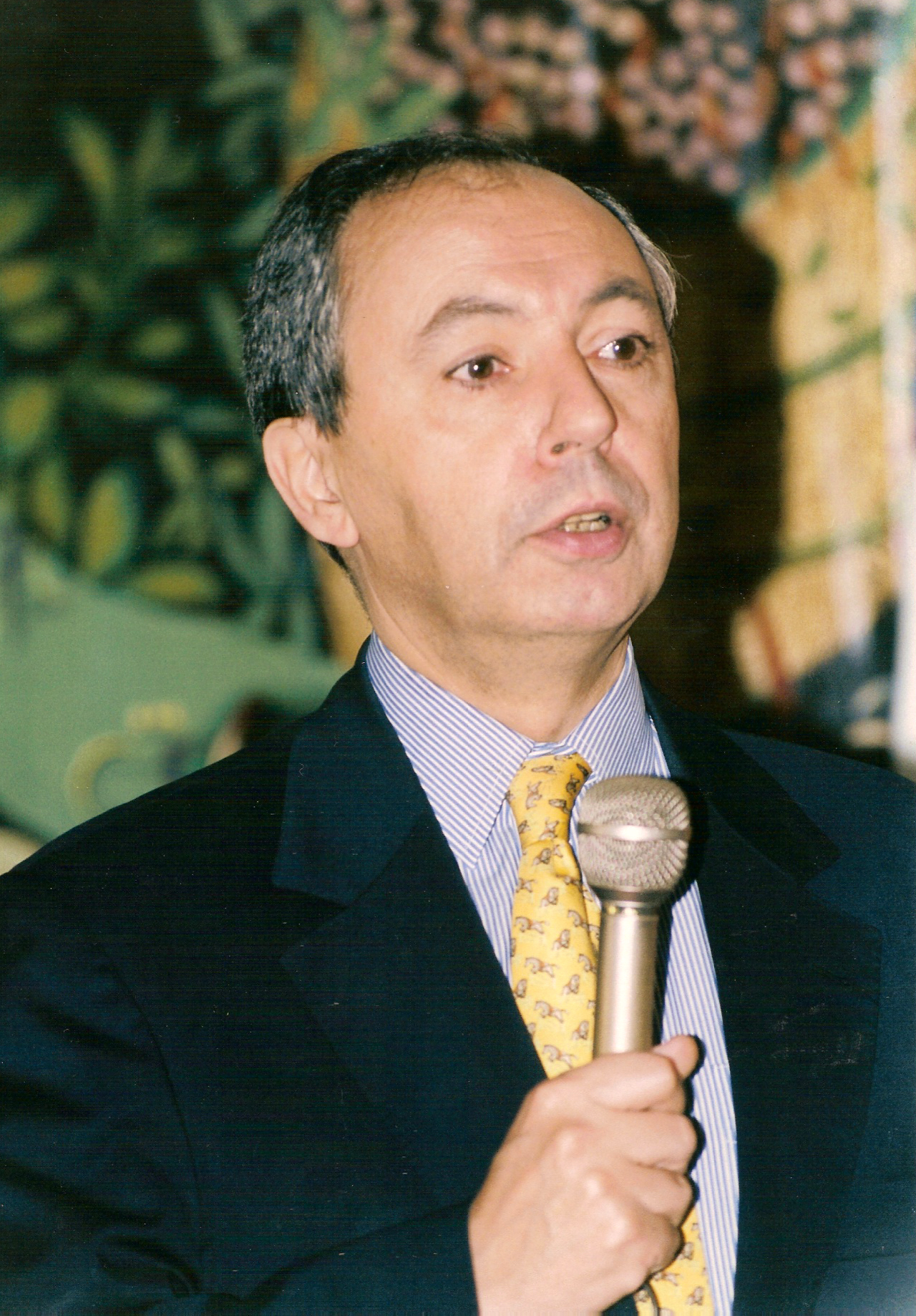
Le Front national compte sur ce congrès pour recentrer ses forces après la scission du MNR de Bruno Mégret

Plusieurs sujets figurent au calendrier de ce congrès, au premier rang desquels l'élection présidentielle de 2002, pour laquelle Jean-Marie le Pen a déjà annoncé qu’il serait candidat. Les municipales, cantonales de mars 2001 et les législatives de 2002 sont, elles, tout aussi importantes pour le parti. Mais avant tout, pour le secrétaire général Carl Lang « ce qui compte, aujourd'hui, c'est d'afficher une unité. Le mouvement a besoin d'une relance. C'est nécessaire à sa survie ». Avec la préparation des élections municipales de 2001, la concurrence est rude entre le FN et le MNR qui se disputent avec difficulté la constitution des listes. Interrogé par la presse avant le congrès sur les possibilités de passer des accords locaux avec le MNR lors des ces élections municipales, souhaité par certains cadres, Jean-Marie le Pen a expliqué que ceux-ci « ne s'exprimeront pas puisque, par définition, ce sont des caractères faibles », pour écarter l'éventualité d'une grogne pendant le congrès.
Selon plusieurs cadres du parti, ce congrès doit également être celui de la remobilisation des troupes à la suite de nombreuses défections qui se sont poursuivies à la suite de la scission. C’est le cas par exemple de Stéphane Durbec, conseiller régional Paca, ainsi que Christian Guéret du Manoir, conseiller régional Basse-Normandie ou encore Yvan Blot conseiller régional d'Alsace. Car, même si Jean-Marie le Pen assure que son parti a récupéré 30% des voix perdues depuis la scission, les 1 500 délégués présents lors de ce congrès ont encore en mémoire le score de 5,69% réalisé aux européennes de juin et le nombre des députés FN qui est passé de 11 à 5.

## Déroulement du congrès et élections internes
Le XIe congrès du Front national a confirmé Jean-Marie Le Pen à la tête de son mouvement dont il est l'unique candidat à sa succession. Son plébiscite vise à le mettre en course pour l'élection présidentielle de 2002. La peine d'inéligibilité d'un an, qui a entrainé la perte de ses mandats de conseiller régional et de député européen ne l'empêchant pas d'être candidat. La question de sa succession ne se pose donc pas lors de ce congrès. « Elle viendra quand je l'aurai décidé, le moment venu » énonce Jean-Marie Le Pen à ce sujet face à la presse.
| Résultats         | Résultats  |
| Candidat          | %          |
| ----------------- | ---------- |
| Jean-Marie Le Pen | 100        |
|                   |            |
| Votants           | ≃ 1500     |
|                   |            |
| Inscrits          | Non connus |
| Exprimés          | Non connus |
| Blancs            | Non connus |
| Nuls              | Non connus |

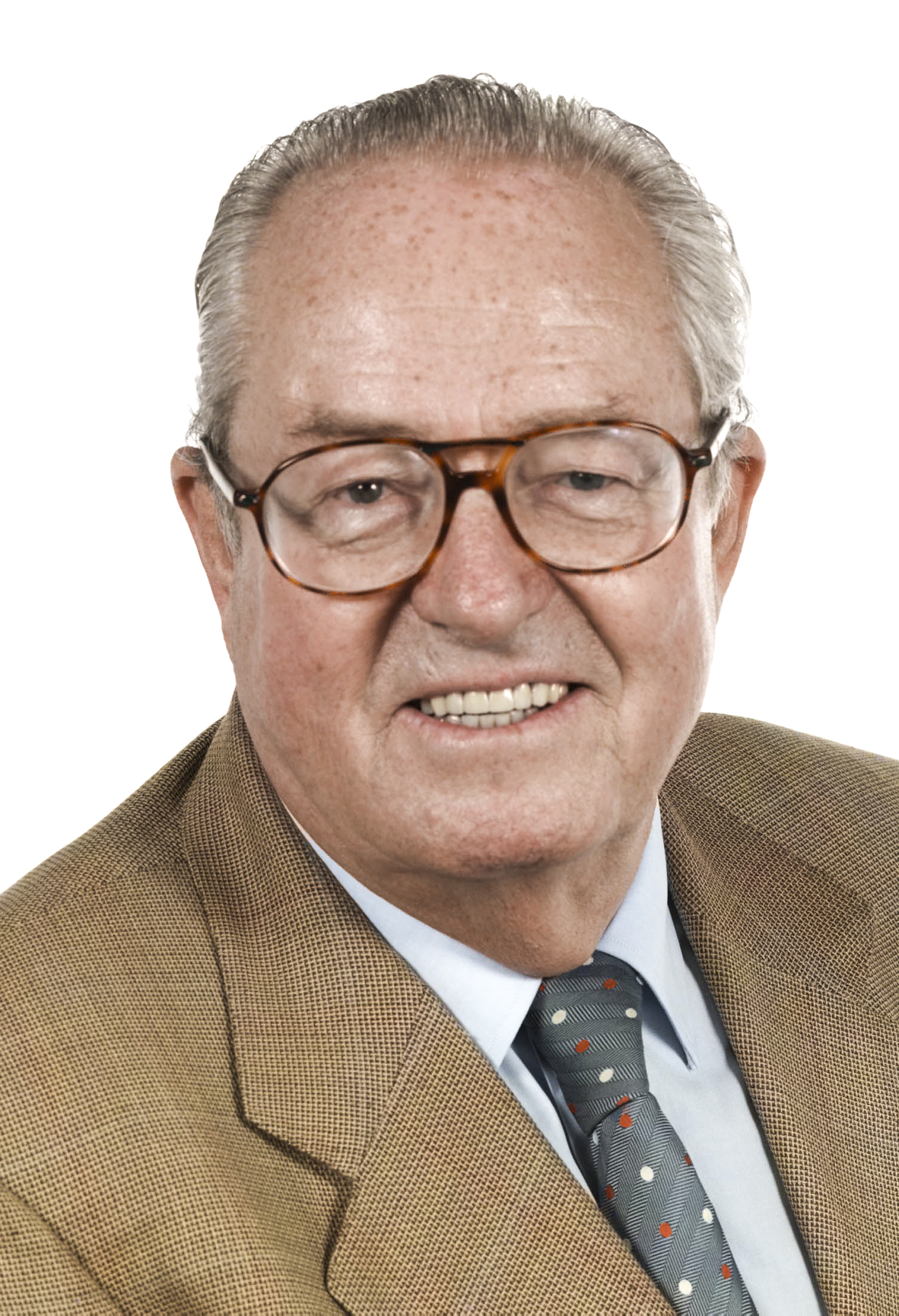
Jean-Marie Le Pen est réélu à la tête du Front national.

Lors de ce XIe congrès du Front national, Jean-Marie Le Pen a appelé les délégués à se mobiliser pour les élections locales de 2001 puis en 2002 « avec deux batailles essentielles : celle des législatives en liaison étroite avec la présidentielle, la plus belle chance du Front ».
Ce congrès engage une réactualisation de programme du parti et notamment les 300 propositions élaborées en 1992. Une consultation est lancée auprès des adhérents sous la forme d'un questionnaire où ils sont appelés à se prononcer sur la politique familiale et l'immigration notamment. Cette réactualisation du programme à l'ordre du jour comporte notamment deux sujets sensibles : l'avortement et la politique migratoire. L'abrogation de la législation sur l'avortement a donné notamment lieu à des échanges vigoureux avec les catholiques traditionalistes du mouvement.
L'élection des 200 membres du comité central est marqué par le recentrage autour des fidèles de Jean-Marie Le Pen à la suite de la scission. Le délégué général, Bruno Gollnisch sort premier des urnes, suivi du secrétaire général, Carl Lang, puis de Roger Holeindre le vice-président. Suivent, Jacques Bompard, maire d'Orange, Martial Bild, Marie-France Stirbois, Martine Lehideux, Jean-Claude Martinez et Bernard Antony. Marine Le Pen, qui, au congrès de Strasbourg en 1997, n'avait pas été élue, figure cette fois en 10e position.
Les cadres proches du courant traditionaliste ont obtenus la nomination de deux nouveaux représentants de Chrétienté-Solidarité, l'association de Bernard Antony, au bureau politique en la personne de Michel Hubault et de Thibault de La Tocnaye. Quatre autres font leur entrée dans ce bureau qui compte 20 membres: Eric Iorio, proche de Carl Lang, Jean Verdon, collaborateur de Bruno Gollnisch, Hugues Petit, président du conseil scientifique du parti et Farid Smahi.

## Analyses
Ce XIe congrès est marqué spécifiquement par la scission qui a ébranlé le parti et seuls les fidèles de Jean-Marie le Pen sont encore présents au sein du mouvement. L’issue des scrutins internes est donc logique avec les trois premiers élus Bruno Gollnisch, Roger Holeindre et Jacques Bompard. Marine Le Pen bénéficie alors, de la fidélité lepéniste en se plaçant pour la première fois, à la dixième place du comité central.
Pour la première fois, le principe «un homme, une voix» est appliqué lors de ce XIe congrès alors que, jusqu'à présent, les membres du bureau politique et les secrétaires départementaux disposaient de deux bulletins. Mode de scrutin qui avait fortement avantagé les mégrétistes aux derniers congrès.

### Crise au FNJ
Faute d'avoir été nommé au bureau politique, le directeur du Front national de la jeunesse, Guillaume Luyt, démissionne lors du congrès. Le dernier bureau politique avait refusé en amont de diffuser au congrès sa contribution et celle du FNJ. Dans celle-ci, Guillaume Luyt suggérait une réforme du parti avec « un renforcement des structures politiques au détriment des structures administratives » et déclarait que « la vocation du FN n'est pas celle d'un parti électoraliste ». Le directeur du FNJ espérait toutefois siéger au bureau politique, comme c'était le cas de son prédécesseur Samuel Maréchal. Il a donc démissionné et quitté le congrès en dénonçant « la mise sur la touche du FNJ » dans un communiqué de presse.

### «Faux» XIe congrès du Front national
Le 12 janvier 1999 à Marignane, les scissionnistes rassemblés autour de Bruno Mégret et 2000 délégués du Front national, ont organisé un congrès exceptionnel du Front national annoncé comme étant le « XIe congrès du Front national ». Ce congrès présenté comme celui de « l’avenir et du renouveau » a acté la scission en créant le « Front national-Mouvement national » avec à sa tête Bruno Mégret élu a 86,22% des voix à bulletins secrets avant que son nom ne devienne définitivement celui de « Mouvement national républicain » le 2 octobre 1999,.
Invité pour la forme, Jean-Marie le Pen refuse de se rendre à ce XIe Congrès de Marignane, laissant alors Franck Timmermans l'appeler à la tribune dans une mise en scène montrant une chaise vide. Présent à un meeting à Metz le 11 décembre 1998, il répond à la tribune aux partisans de Bruno Mégret : « Ce qui me différencie de César vers lequel s’approchait son fils spirituel Brutus, le poignard à la main, c’est que moi je sors mon épée et je tue Brutus avant qu’il ne me tue ! ».